# Leszko III

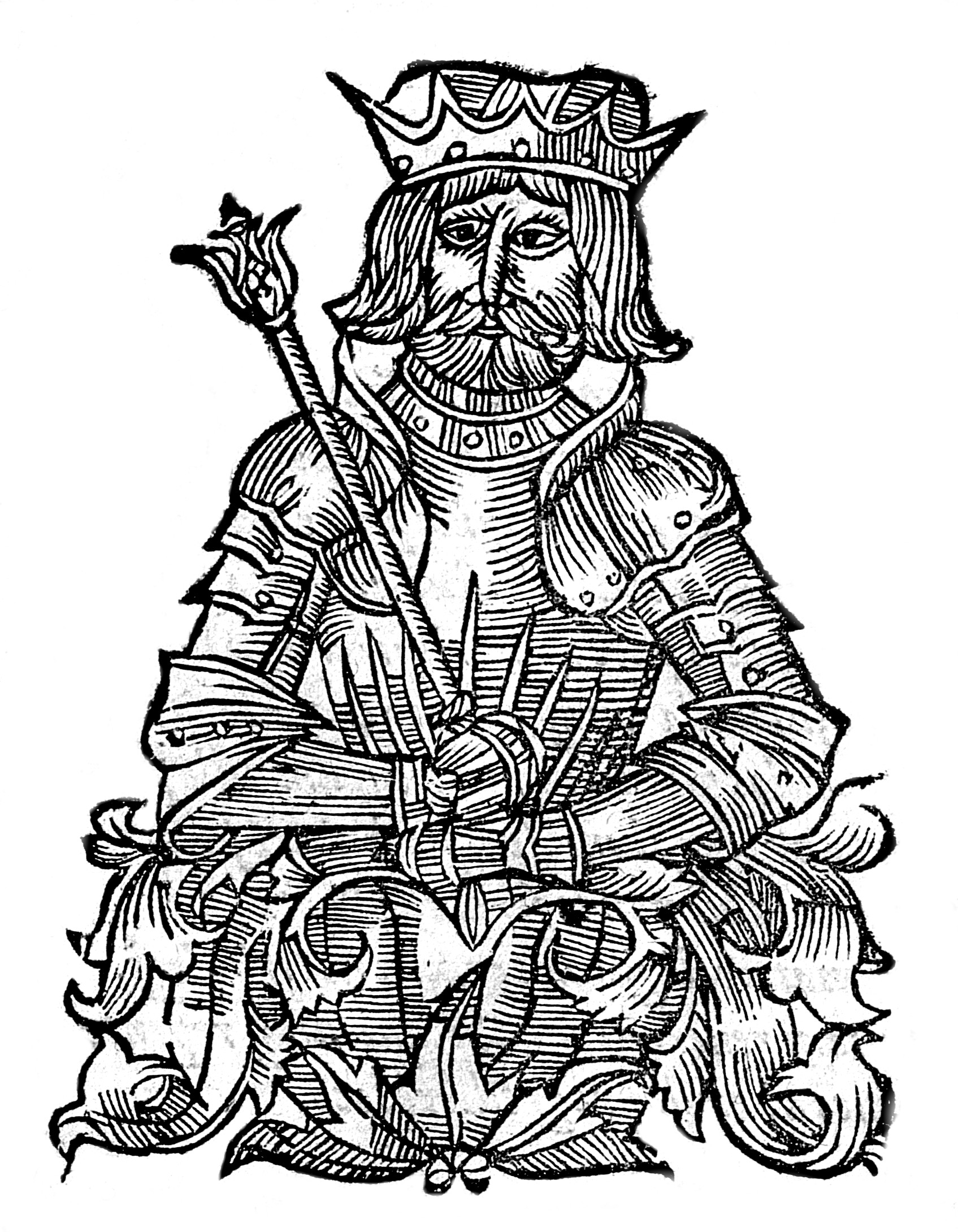
Lesco the Third, của Alexander Guagnini (1538–1614).

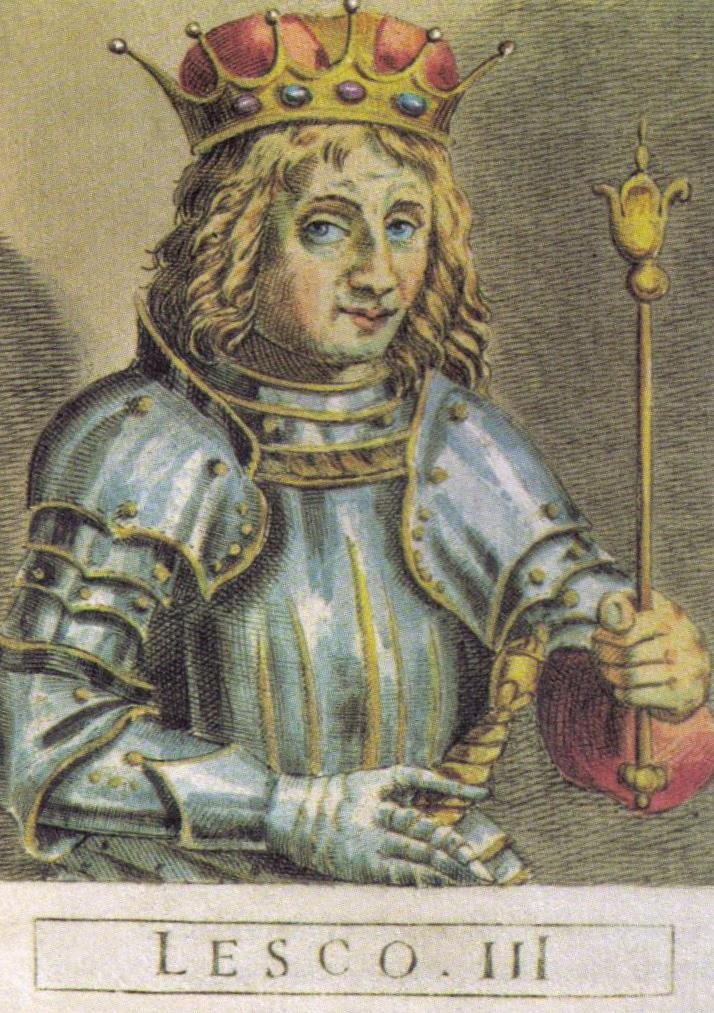
Leszko III

Leszko III (hay Leszek, Lestek, Lesco) là một nhà cai trị huyền thoại của Ba Lan, được Wincenty Kadłubek đề cập trong cuốn Chronica seu origin regum et Prinum Poloniae. Được cho là con trai của Leszko II, cha của Popiel I và ông nội của Popiel II.